# Gáborján
Gáborján es un pueblo ubicado en el distrito de Berettyóújfalu, en el condado de Hajdú-Bihar, Hungría.

## Superficie
Posee una superficie de 26,46 kilómetros cuadrados.

## Demografía
Hasta 2019 la población era de 855 habitantes, con una densidad de población de 32,31 habitantes por kilómetro cuadrado.